# Бунойз Кинг
Бунойз Кинг (англ. Bnois King, произносится как «buh-noise» ); 21 января 1943, Делхай,  Луизиана, США — американский блюзовый гитарист, вокалист и автор песен. в составе группы  Smokin’ Joe Kubek Band номинант Blues Music Awards в номинациях «Альбом блюз-рока» (2009), «Альбом современного блюза» (2011), «Группа года» (1995, 2005); .

## Биография
Настоящее имя музыканта согласно свидетельству о рождении B. Noris King, и о нём сам музыкант узнал в 31-летнем возрасте, впервые увидев собственное свидетельство о рождении . 
Родился Бунойз Кинг в Луизиане в 1943 году, отца не знал, кроме него у его матери было семь братьев и две сестры. С восьмилетнего возраста начал осваивать гитару, которая досталась ему от бабушки. К 10 годам уже мог сыграть несколько песен. В детстве по радио слушал популярных Джимми Рида, Чака Берри, Фэтса Домино, но также блюзменов Хаулина Вулфа, Мадди Уотерса, Джона Ли Хукера. По словам музыканта, что его действительно привлекало, так это джаз, хоть он и не знал что эта музыка и есть джаз . Первые попытки выступлений были в церкви, позади поющих людей, где Бунойз Кинг встретил госпел-музыканта Блайнд Джеймса и выяснил, что до этого времени неправильно настраивал гитару. В восьмом классе школы появился новый преподаватель музыки, и услышав игру Бунойза, взял его под крыло, начал обучать теории и истории музыки, знакомить с джазовыми и блюзовыми музыкантами. Вскоре преподаватель попросил Бунойза выступить со своим оркестром The New Sounds, причём играть от него не требовалось: Элвис Пресли сделал гитару настолько популярной, что для группы стало почти обязательным её иметь гитару в составе. Постояв с гитарой, Бунойз Кинг участвовал в своём первом концерте, заработав 15 долларов. В то время он развозил молоко, и чтобы заработать те же 15 долларов в неделю, ежедневно вставал в два ночи. После этого он решил, что ему нужно заниматься музыкой серьёзно. Не чувствуя себя комфортно в составе профессионалов The New Sounds, он присоединился к Jo Jo and the Night Creatures, с которыми выступал, исполняя каверы поп-исполнителей. 
В 16 лет переехал в Хьюстон к тёте, но не прожил там и двух месяцев, увидев насколько профессиональны там музыканты, в частности Альберт Коллинз. Вернувшись в Монро, где присоединился к группе Little Melvin, которая вскоре переехала в Амарилло, Техас, а затем в Уичито-Фолс. И там, и там группа постоянно выступала в местных клубах. В начале 1970-х Бунойз разочаровался в музыке, устроился на дневную работу на автостоянке, где мыл машины, проветривал шины и заряжал аккумуляторы. В 1974 году Бунойз всё-таки купил себе гитару и усилитель и сформировал трио The Grand Wazoo. В 1979 году переехал в Даллас и присоединился к группе Just Us, с которой играл два года, а затем около трёх лет с группой One Plus One. 
Затем он стал выступать со Смокин Джо Кубеком, познакомившись с тем в Poor David's Pub в Далласе. Как вспоминал Бунойз Кинг: «Когда мы вышли на сцену вместе, сразу же стало так, будто я играл с этим парнем всю свою жизнь. Не было никаких столкновений, никакой конкуренции. Каждый раз, когда я что-то делал, он делал что-то, что заставляло меня звучать хорошо. Каждый раз, когда он что-то делал, я делал то же самое. Это было просто автоматически» .  Они давали небольшие концерты в Ардморе, Лонгвью, Шривпорте, Абилине, гастролировали по региону, затем вышли за пределы региона, выступив в Чаттануга, Теннесси, и Уичито, Канзас. В конце концов Кубек нашёл агента, и он помог продвинуться дальше, обеспечив выступления в других местах, в частности в Мемфисе.
В 1985 году они записали свой первый сингл «Driving Sideways»/«Other Side of Love». В 1990 году группа подписала контракт с Bullseye Blues Records, но до этого они записали буквально за два дня диск The Axe Man на Dallas Sound Lab, которые продали его в нидерландскую Double Trouble Records, и этот альбом вышел в Европе, всего за несколько дней до Steppin' Out Texas Style, альбома, который должен был стать дебютным для группы Джо Кубека. Ни Кубек, ни Бунойз Кинг не получили никаких денег от европейского релиза , однако после выпуска Steppin' Out Texas Style группа отправилась в турне по Соединённым Штатам.  
В дальнейшем группа регулярно записывалась и гастролировала как в США и Канаде, так и Европе, где была более 12 раз. К в 1995 году впервые номинировалась на звание группы года по версии Blues Music Awards. Пять альбомов группы попали в чарт Billboard Blues Albums; альбом 2010 года Have Blues Will Travel, номинированный на Blues Music Awards как лучший альбом современного блюза, добрался до третьей позиции . Этот альбом описывался как: «Химия между пламенной работой Кубека и сообразительным вокалом Кинга вместе с непредсказуемой, многогранной гитарной игрой создала придорожную смесь мускулистого блюз-рока, трясущихся хип-хоп-шаффлов и медленного блюза» . 
После смерти Джо Кубека в 2015 году Бунойз Кинг организовал собственную группу Bnois King Band, продолжив выступления.
«Джо и Бунойз — это предмет для изучения противоположностей. У них разное музыкальное прошлое — Кубек вырос на потном техасском блюзе, а Кинг любит джаз и R&B. Кубек взрывается на сцене пылающим стилем блюз/рок, рождённым гитарными традициями Техаса. Кинг изящно играет жирные аккорды на полой гитаре Gibson и поет блюз своим голосом от шепота до рычания, его звучание уходит корнями в джазовые традиции Луизианы» .
«У Джо и Бунойза совершенно разные стили. У Джо быстрый, отрывистый, блюзовый пулемётный стиль, в то время как у Бунойза плавный, текучий, струящийся, джазовый стиль» .
Джо Кубек о своём дуэте с Бунойзом Кингом сказал, что: «Бунойз зажигает меня. Мы постоянно подталкиваем друг друга выше, дополняя соло друг друга. Но это не запланировано. Мы никогда не знаем, что будем делать, пока это не сделано. Я вытягиваю из него блюз, а он вытягивает из меня джаз. Бунойз знает о джазе так много, что это удивительно».

## Дискография

### Сольные работы и участие
- The Mardi Gras Indians Super Sunday Showdown (1992), бэк-вокал
- Slidin'...Some Slide (1993);
- Global Celebration (Authentic Music from Festivals & Celebrations Around the World) (1993), бэк-вокал
- Direct Hits from Bullseye Blue (1993);
- Blues Across the U.S.A. (1993);
- Roundup Records CD Sampler, Summer 1994 (1994)
- New Blues Classics (1994)
- The Real Music Box: 25 Years of Rounder Records (1995)
- Louisiana Spice (1995), вокал
- Deep Blue: 25 Years of Blues on Rounder Records (1995)
- Bullseye Blues Christmas (2005)
- Blues Guitar Greats [Easydisc] (2006),
- Texas Blues Party (1997)
- New Blues Hits (1997)
- Blues Cruise: Ten for the Highway (1997),
- Blues Next-The New Generation (1998), Simitar Records
- Mardi Gras in New Orleans [Rounder] (2001), вокал
- Get the Blues, Vol. 2 (2003)
- Box of the Blues (2003)
- Blind Pig Records 30th Anniversary Collection (2006)
- City of Dreams: A Collection of New Orleans Music (2007), бэк-вокал
- Alligator Records 40th Anniversary Collection (2011)
- A Blues Tribute to Creedence Clearwater Revival (2014)

### Под названием The Smokin' Joe Kubek Band features Bnois King
- Steppin' Out Texas Style (1991), Bullseye Blues Records
- Chain Smokin' Texas Style (1992), Bullseye Blues Records
- Texas Cadillac (1994), Bullseye Blues Records
- Cryin' for the Moon (1995), Bullseye Blues Records
- Got My Mind Back (1996), Bullseye Blues Records
- Lone Star Blues (October 1997), Bullseye Blues Records
- Take Your Best Shot (1998), Bullseye Blues Records
- Bite Me! (2000), Bullseye Blues Records
- Served Up Texas Style: The Best of the Smokin' Joe Kubek Band (2005) (Bullseye Blues Records)

### Сборники с Кубеком
- Texas Blues Guitar (June 1997), EasyDisc/Rounder
- Blues Guitar Duels (August 1998), EasyDisc/Rounder
- New Blues Classics (2010), Bullseye Blues/Rounder

### Дуэт с Джо Кубеком
- Axe Man (December 1991), Double Trouble Records
- Roadhouse Research (2003), Blind Pig Records
- Show Me The Money (2004), Blind Pig
- My Heart's In Texas (2006), Blind Pig
- Blood Brothers (2008), Alligator Records
- Have Blues, Will Travel (2010), Alligator Records
- Close to the Bone: Unplugged (2011), Delta Groove Music
- Road Dog's Life (2013), Delta Groove Music
- Fat Man's Shine Parlor (2015), Blind Pig